# Liste des livres, films et articles de Slavoj Žižek
Liste de livres, articles et films écrits ou réalisés par Slavoj Žižek.

## Livres

### En français
- 1983 : Perspectives psychanalytiques sur la politique (avec Mladen Dolar et Pierre Naveau), Navarin ;
- 1988 : Le plus sublime des hystériques - Hegel passe, Point hors ligne ;
- 1988 : Tout ce que vous avez toujours voulu savoir sur Lacan sans jamais oser le demander à Hitchcock (dir.), Navarin ;
- 1990 : Ils ne savent pas ce qu'ils font, Le sinthome idéologique, Point hors ligne ;
- 1993 : L'Intraitable, Psychanalyse, politique et culture de masse, Économica ;
- 1996 : Essai sur Schelling, Le reste qui n'éclôt jamais, L'Harmattan ;
- 1999 : Subversions du sujet, Psychanalyse, philosophie, politique, Presses universitaires de Rennes ;
- 2002 : Le spectre rôde toujours, Actualité du manifeste du parti communiste, Nautilus ;
- 2004 : Vous avez dit totalitarisme ? Cinq interventions sur les (més)usages d'une notion, Paris, Éditions Amsterdam, traduction de l'anglais par Delphine Moreau et Jérôme Vidal (la table des matières et l'introduction peuvent être lues sur le site de l'éditeur) ; rééd. coll. « Poches » 2007 ;
- 2004 : La subjectivité à venir, Essais critiques sur la voix obscène, série de textes écrits entre 1998 et 2004, Climats ; rééd. Flammarion, coll. « Champs » 2006,  (ISBN 2-84158-266-3) ;
- 2004 : Plaidoyer en faveur de l'intolérance, Climats, Flammarion  (ISBN 9782081205000) ;
- 2004 : Que veut l'Europe ? Réflexions sur une nécessaire réappropriation, Climats ; rééd. Flammarion, coll. « Champs » 2007,  (ISBN 9782081200760) ;
- 2005 : Lacrimæ rerum. Essais sur Kieslowski, Hitchcock, Tarkovski et Lynch, Paris, Éditions Amsterdam, traduction de Christine Vivier (un large extrait de l'essai sur Lynch peut être lu sur le site de l'éditeur) ; rééd. coll. « Poches » 2007 ;
- 2005 : Bienvenue dans le désert du réel, Flammarion ; rééd. coll. « Champs » 2007,  (ISBN 2-08210514-8) ;
- 2005 : Irak, le chaudron cassé, Climats Flammarion;
- 2006 : La marionnette et le nain, Le christianisme entre perversion et subversion, Le Seuil ;
- 2006 : La seconde mort de l'opéra, Circé,  (ISBN 9782842422196) ;
- 2007 : Le sujet qui fâche, Le centre absent de l'ontologie politique, Flammarion ;
- 2007 : Au bord de la révolution : Sur Lénine et la révolution d'Octobre, Aden Éditions,  (ISBN 9782930402376)
- 2008 : Robespierre : entre vertu et terreur, Stock ;
- 2008 : Fragile absolu, Pourquoi l'héritage chrétien vaut-il d'être défendu ?, Flammarion,  (ISBN 978-2-08-210583-5) ;
- 2008 : Parallaxe, Fayard ;
- 2008 : Présentation de Mao, De la pratique et de la contradiction, avec une lettre d'Alain Badiou et la réponse de Slavoj Žižek, La Fabrique.
- 2008 : Organes sans corps : Deleuze et conséquences, Éditions Amsterdam
- 2009 : Démocratie, dans quel état ?, avec Giorgio Agamben, Alain Badiou, Daniel Bensaïd; Wendy Brown, Jean-Luc Nancy, Jacques Rancière et Kristin Ross, La Fabrique ET Collection Théorie, Éditions Écosociété (pour le Québec).
- 2010 : Après la tragédie, la farce !, Flammarion,  (ISBN 9782081232198)
- 2010 : L'Idée de communisme, (Alain Badiou et Slavoj Žižek, dir.), avec Judith Balso, Bruno Bosteels, Susan Buck-Morss, Terry Eagleton, Peter Hallward, Michael Hardt, Minqi Li, Jean-Luc Nancy, Toni Negri, Jacques Rancière, Alessandro Russo, Roberto Toscano, Gianni Vattimo, Wang Hui, Slavoj Žižek, Nouvelles Éditions Lignes.
- 2010 : Tout ce que vous avez toujours voulu savoir sur Lacan... sans jamais oser le demander à Hitchcock, Capricci Éditions,  (ISBN 9782918040101)
- 2010 : Jacques Lacan à Hollywood, et ailleurs, Éditions Jacqueline Chambon,  (ISBN 9782742788095)
- 2010 : Quatre variations philosophiques, Sur le thème cartésien, Éditions Germina,  (ISBN 9782917285169)
- 2010 : Variations Wagner, Éditions Nous Eds,  (ISBN 2913549489)
- 2011 : De la croyance, Éditions Jacqueline Chambon,  (ISBN 9782742794850)
- 2011 : Vivre la fin des temps, Flammarion,  (ISBN 978-2081249479)
- 2011 : Pour défendre les causes perdues, Flammarion,  (ISBN 978-2081215047)
- 2012 : Violence, Au diable vauvert,  (ISBN 978-2-84626-399-3)
- 2014 : Métastases du jouir : Des femmes et de la causalité, Flammarion,  (ISBN 978-2082105828)
- 2014 : Mes blagues, Ma philosophie, PUF,  (ISBN 978-2130632061)
- 2015 : Moins que rien, Fayard,  (ISBN 978-2-213-67795-8)
- 2016 : Ils ne savent pas ce qu'ils font: le sinthome idéologique, Paris, PUF  (ISBN 978-2130736493)
- 2017 : Collectif , préface de Heinrich Geiselberger (trad. de l'allemand par Frédéric Joly (anglais et allemand) et Jean-Marie Saint-Lu (espagnol)), L'Âge de la régression, Paris, éditions premier parallèle, 13 avril 2017, 328 p. (ISBN 979-10-94841-48-8)

### En anglais
- 2010, Everything You Wanted to Know about Lacan...But Were Afraid to Ask Hitchcock, London: Verso, 304 pages,  (ISBN 1844676218) (July)
- 2010, Living in the End Times, London: Verso, 352 p.,  (ISBN 184467598X) (1 May)
- 2009, Mythology, Madness and Laughter: Subjectivity in German Idealism (with Markus Gabriel), Continuum, 208 p.,  (ISBN 1441191054) (December)
- 2009, First As Tragedy, Then As Farce, London: Verso, 157 p.,  (ISBN 1844674282)
- 2009, In Search of Wagner (Radical Thinkers), London: Verso (Selected texts of Theodor W. Adorno with introduction by Žižek)
- 2009, The monstrosity of Christ : paradox or dialectic?, The MIT Press (with John Milbank)
- 2008, Violence: Big Ideas/Small Books, New York: Picador.
- 2008, In Defense of Lost Causes, London: Verso.
- 2007, En defensa de la intolerancia, Madrid: Sequitur.
- 2007, On Practice and Contradiction, London: Verso (Selected texts of Mao Zedong with introduction by Žižek).
- 2007, Terrorism and Communism, London: Verso (Selected texts of Leon Trotsky with introduction by Žižek).
- 2007, Virtue and Terror, London: Verso (Selected texts of Robespierre with introduction by Žižek).
- 2006, How to Read Lacan, London: Granta Books (also New York: W.W. Norton & Company in 2007).
- 2006, The Parallax View, Cambridge, Massachusetts: MIT Press.
- 2006, Neighbors and Other Monsters (in The Neighbor: Three Inquiries in Political Theology), Cambridge, Massachusetts: University of Chicago Press.
- 2006, The Universal Exception, London, New York: Continuum International Publishing Group.
- 2005, Interrogating the Real, London, New York: Continuum International Publishing Group.
- 2004, Iraq: The Borrowed Kettle, London: Verso.
- 2003, The Puppet and the Dwarf: The Perverse Core of Christianity, Cambridge, Massachusetts: MIT Press.
- 2003, Organs Without Bodies, London: Routledge.
- 2002, Revolution at the Gates: Žižek on Lenin, the 1917 Writings, London: Verso.
- 2002, Welcome to the Desert of the Real, London: Verso.
- 2001, Repeating Lenin, Zagreb: Arkzin D.O.O.
- 2001, Opera's Second Death, London: Routledge.
- 2001, On Belief, London: Routledge.
- 2001, The Fright of Real Tears: Krszystof Kieślowski Between Theory and Post-Theory, London: British Film Institute (BFI).
- 2001, Did Somebody Say Totalitarianism?, London: Verso.
- 2000, The Fragile Absolute: Or, Why is the Christian Legacy Worth Fighting For?, London: Verso.
- 2000, The Art of the Ridiculous Sublime: On David Lynch's Lost Highway, Washington: University of Washington Press.
- 2000, Contingency, Hegemony, Universality (authored with Judith Butler and Ernesto Laclau), London: Verso.
- 1999, The Ticklish Subject, London: Verso.
- 1997, Multi-culturalism, or, the Cultural Logic of Multi-national Capitalism, London: New Left Review, issue 225 pgs. 28–51.
- 1997, The Plague of Fantasies, London: Verso.
- 1997, The Abyss of Freedom, Michigan: University of Michigan Press.
- 1996, The Indivisible Remainder: Essays on Schelling and Related Matters, London: Verso.
- 1994, The Metastases of Enjoyment, London: Verso.
- 1993, Everything You Always Wanted to Know About Lacan... But Were Afraid to Ask Hitchcock, London: Verso.
- 1993, Tarrying With the Negative, Durham, North Carolina: Duke University Press.
- 1992, Enjoy Your Symptom!, London: Routledge.
- 1991, Looking Awry, Cambridge (Massachusetts), MIT Press, 1991.
- 1991, For They Know Not What They Do, London: Verso.
- 1990, Beyond Discourse Analysis (a part in Ernesto Laclau's New Reflections on the Revolution of Our Time), London: Verso.
- 1989, The Sublime Object of Ideology, London: Verso.

### En espagnol
- 2012, ¡Bienvenidos a tiempos interesantes!, Txalaparta, Tafalla  (ISBN 978-84-15313-15-1)
- 2007 En defensa de la intolerancia, Ediciones Sequitur, Madrid, 2007  (ISBN 978-84-95363-30-5)

## Articles

### En français
- « Une revanche de la finance mondiale », dans Monde diplomatique, mai 2005.

- « La colère, le ressentiment et l'acte. À propos de Colère et temps. Essai politico-psychologique de Peter Sloterdijk », dans La Revue internationale des livres et des idées, n° 3, janvier-février 2008 (en ligne).

- "Lutte des classes à Wall Street", Le Monde. 9 October 2008.

### En anglais
| - « A Glance into the Archives of Islam » - « The Antinomies of Tolerant Reason » - « The Act and its Vicissitudes » - « Against Human Rights » - « Against the Double Blackmail » - « Are We in a War? Do We Have an Enemy? » - « Attempts to Escape the Logic of Capitalism: On the Political Tragedy of Vaclav Havel » - « Between Two Deaths: The Culture of Torture » - « The Big Other Doesn't Exist » - « Bring me My Philips Mental Jacket » - « Can Lenin Tell Us About Freedom Today? » - « Christians, Jews and Other Criminals: A Critique of Jean-Claude Milner » - « La Clemenza di Tito, or the Ridiculously-Obscene Excess of Mercy » - « The Constitution is Dead. Long Live Proper Politics » - « A Cup of Decaf Reality » - « A Cyberspace Lenin: Why Not? » - « Death's Merciless Love » - « Desire: Drive = Truth: Knowledge » - « The Empty Wheelbarrow » - « Ethnic Dance Macabre » - « The Family Myth in Hollywood » - « For a Leftist Appropriation of the European Legacy» - « The Free World ... of Slums » - « From Joyce-the-Symptom to the Symptom of Power » - « Give Iranian Nukes a Chance » - « Have Michael Hardt and Antonio Negri Rewritten the Communist Manifesto for the Twenty-First Century? » - « Heiner Mueller out of Joint » - « Henning Mankell, the Artist of the Parallax View » - « Homo Sacer as the Object of the Discourse of the University » - « Hooray for Bush! » - « Human Rights and Its Discontents » - « Ideology Reloaded » - « Ideology Today » - « The Iraqi Borrowed Kettle » - « The Iraqi MacGuffin » - « Iraq's False Promises » - « The Iraq War: Where is the True Danger? » - « Is There a Proper Way to Remake a Hitchcock Film » - « Jack Bauer and the Ethics of Urgency » - « Knee-Deep » - « Laugh Yourself to Death! The New Wave of Holocaust Comedies » - « Lenin Shot at Finland Station » - « The Leninist Freedom » - « The Liberal Waterloo (Or, Finally Some Good News from Washington!) » | - « The Matrix, or, the Two Sides of Perversion » - « NATO, the Left Hand of God » - « No Sex, Please, We're Post-Human » - « Objet a as Inherent Limit to Capitalism: on Michael Hardt and Antonio Negri » - « The Obscenity of Human Rights: Violence and Symptoms » - « On Being Tolerant and Smug » - « Over the Rainbow Coalition! » - « The Parallax View » - « Passion In The Era of Decaffeinated Belief » - « A Plea for Leninist Intolerance » - « The Pope's Failures » - « Psychoanalysis and Post-Marxism: The Case of Alain Badiou » - « Repeating Lenin » - « Revenge of Global Finance » - « Seize the Day: Lenin's Legacy » - « The Sex of Orpheus » - « Some Politically Incorrect Reflections on Violence in France & Related Matters »: - 1. « Violence, Irrational and Rational » - 2. « The Terrorist Resentment » - 3. « Escape from New Orleans » - 4. « The Subject Supposed to Loot and Rape Revisited » - 5. « C'est mon choix... to Burn Cars » - 6. « Class Struggles in France, Again » - «The Subject Supposed to Loot and Rape » - « The Superego and the Act » - « Thanks, But We’ll Do It Ourselves » - « The Thing from Inner Space » - « Today Iraq, Tomorrow... Democracy » - « Too Much Democracy? » - « The Truth Arises from Misrecognition » - « The Two Totalitarianisms » - « Walhalla's Frigid Joys » - « Welcome to the Desert of the Real » (première version) - « Welcome to the Desert of the Real » (troisième version) - « What Is To be Done (with Lenin)? » - « What Rumsfeld Doesn't Know That He Knows About Abu Ghraib » - « What's Wrong with Fundamentalism? - 1. With or Without Passion » - « What's Wrong with Fundamentalism? - 2. Move the Underground » - « When the Party Commits Suicide » - « Where to Look for a Revolutionary Potential? » - « Why We All Love to Hate Haider » - « Will She Ever Die? » - « Will You Laugh for Me, Please » - « Woman is one of the Names-of-the-Father » - « You May » |

### En allemand
- « Gefährlicher Glaube », dans Die Zeit, 3 novembre 2004.
- « Ein Film als Behältnis von Bedeutung. Ein Film als Behältnis von Bedeutung », dans Monde diplomatique - édition allemande, 13 mai 2005.

### En espagnol
- Liste non exhaustive sur Žižek en castellano.

| - El ambiguo legado del '68 (20 de junio de 2008) - ¿Han reescrito Michael Hardt y Antonio Negri el Manifiesto Comunista para el Siglo XXI? - Dije economía política, estúpido - Contra el goce - De Joyce-el-Síntoma al Síntoma del Poder - El valle de lágrimas chino (diciembre de 2007) - Los inquietantes sonidos de la Marcha Turca (noviembre de 2007) - Los sueños de los otros, (mayo de 2007) - Más en ti que tú mismo (sociedad y ciberespacio, enero de 2007) - ¡Seamos realistas, pidamos lo imposible! (análisis sobre Líbano e Israel, agosto de 2006) - Los comunistas liberales de Porto Davos - Corre lola corre - El Waterloo liberal - El cine, espejo de censuras e ideologías - Sobre los sucesos violentos en Francia - Acerca de la libertad - El espectro de la ideología / En Revista Observaciones Filosóficas - De la moral victoriana al goce postmoderno; Žižek | - ¿Estamos en guerra? ¿Tenemos un enemigo? - Lenin disparado en una estación finlandesa - El orden social siempre es frágil - Ideology Reloaded - Quiero mi chamarra mental - Matrix, o las dos caras de la perversión - Tu puedes - Bienvenidos al desierto de lo Real (1999) - Repensar Lenin - Los Buenos Hombres de Porto Davos - El McGuffin Iraqui - Un Lenin ciberespacial ¿Por que no? - La medida del verdadero amor es: Puedes insultar al otro - La carretilla vacía. - Contra el gobierno ilustrado. - Un Buda, un hamster y los fetiches de la ideología (Sobre Budismo) - La Venganza de las Finanzas Mundiales (sobre Budismo) - Beauvois y la libertad leninista, prólogo al Tratado de la servidumbre liberal, de Jean-Léon Beauvois. |

### En catalan
- « Una revenja de les finances mundials... ‘La guerra de les galàxies’, episodi 3 »(Archive.org • Wikiwix • Archive.is • Google • Que faire ?), dans le Monde diplomatique - édition catalane, 18 mai 2005.

### En italien
- « Capitalisti sì, ma solo zen... »(Archive.org • Wikiwix • Archive.is • Google • Que faire ?), dans le Monde diplomatique - édition italienne, mai 2005.

### En norvégien
| - « Moralkrise? Absolutt! », Le Monde diplomatique - édition norvégienne, 1er mars 2005. - « Gi iranske atomvåpen en sjanse! », Le Monde diplomatique - édition norvégienne, 1er avril 2005. - « Hvilket Europa vil vi ha? », Le Monde diplomatique - édition norvégienne, 1er juin 2005. - « Flukten fra New Orleans », Le Monde diplomatique - édition norvégienne, 1er octobre 2005. - « Den sosialøkonomiske muren », Le Monde diplomatique - édition norvégienne, 1er novembre 2005. - « Hatet mot Annetheten », Le Monde diplomatique - édition norvégienne, 1er décembre 2005. - « Nøkkelen til Freuds drømmeteori », Le Monde diplomatique - édition norvégienne, 1er mai 2006. | - « Permanent unntakstilstand », Le Monde diplomatique - édition norvégienne, 11 février 2007. - « Levende død », Le Monde diplomatique - édition norvégienne, 2 avril 2007. - « Hollywoods sanne venstreside », Le Monde diplomatique - édition norvégienne, 4 mai 2007. - « En fri verden – av slumbyer », Le Monde diplomatique - édition norvégienne, 1er juin 2007. - « Hitchcocks visuelle motiver », Le Monde diplomatique - édition norvégienne, 3 juillet 2007. - « Virkeligheten bak virkeligheten », Le Monde diplomatique - édition norvégienne, 3 août 2007. |

## Films
- (en) « Love Without Mercy » - New York, Deitch Projects, 10 mars 2003
- (en) Introduction « Love Without Mercy » - New York, Deitch Projects
- (en) « Welcome to the Desert of the Real » - New York, Tilton Gallery, 14 novembre 2001
- (en) Žižek!, 2005
- (en) The Pervert's Guide to Cinema, 2007
- (fr) « Etat d'urgence et dictature révolutionnaire », Paris, Séminaire Marx au XXIe siècle, Université de la Sorbonne, 27 octobre 2007.